# Bulgarische Orthodoxe Altkalendarische Kirche

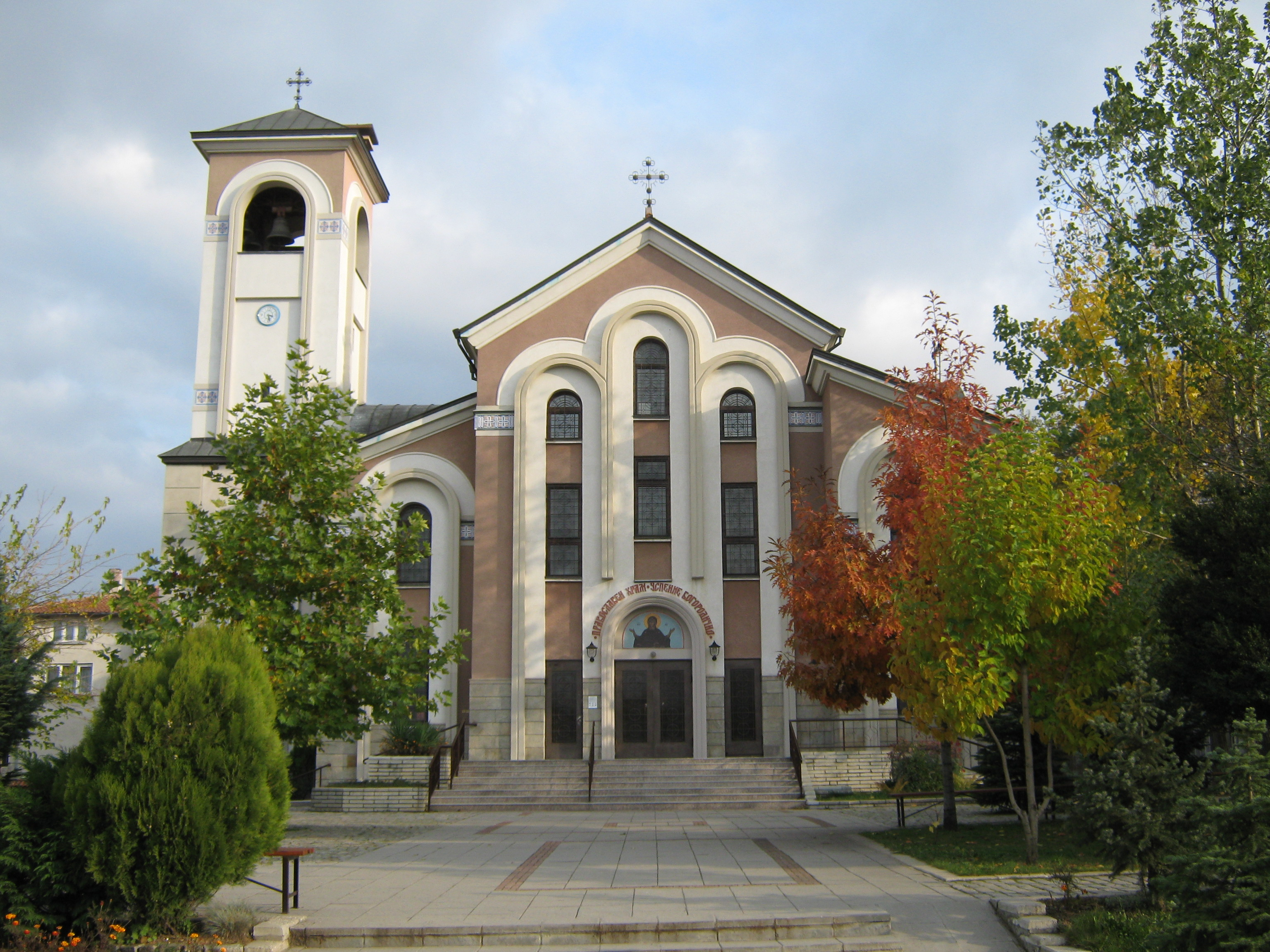
Mariä-Entschlafens-Kathedrale in Sofia

Die Bulgarische Orthodoxe Altkalendarische Kirche (bulgarisch Българската православна старостилна църква) ist eine altkalendarische orthodoxe Kirche in Bulgarien. Sie wird von den meisten orthodoxen Kirchen nicht anerkannt.

## Strukturen
Die Kirche ist in einer Diözese organisiert. Ihr Sitz ist in Sofia. Sie besitzt zwei Klöster, 18 Kirchen und vier Kapellen. Zu ihr gehören nach eigenen Angaben etwa 70.000 Gläubige.
Die Bulgarische Orthodoxe Altkalendarische Kirche steht in Kirchen- und Eucharistiegemeinschaft mit der Orthodoxen Altkalendarischen Kirche Rumäniens und der Kirche der wahren Christen Griechenlands (Chrysostomos-Synode).
Sie folgt dem Julianischen Kalender. Die Liturgie wird im byzantinischen Ritus in kirchenslawischer Sprache gehalten.

## Geschichte
1968 führte die Bulgarische Orthodoxe Kirche den Neujulianischen Kalender an Stelle des Julianischen Kalenders ein. Dieses rief Widerstand in Teilen der orthodoxen Gläubigen hervor. 1990 wurde eine eigene Eparchie Sofia der griechischen altkalendarischen Kirche Heilige Synode im Widerstand gebildet. 1993 entstand aus dieser die eigenständige Bulgarische Orthodoxe Altkalendarische Kirche.
Von 1994 bis 2006 bestand auch eine Kirchengemeinschaft mit der Russischen Orthodoxen Kirche im Ausland.
2006 sprach die Bulgarische Orthodoxe Altkalendarische Kirche die Märtyrer von Batak von 1876 heilig.